# Mărcăuți, Dubăsari
Marcăuți (sau Mărcăuți) este un sat din raionul Dubăsari, Republica Moldova.

## Geografie
Comuna este amplasată la altitudinea de 159 metri deasupra nivelului mării. Localitatea se află la distanța de 23 km de orașul Dubăsari și la 73 km de Chișinău. Satul are o suprafață de circa 0,79 kilometri pătrați, cu un perimetru de 4,01 km.

## Istoric
Satul Marcăuți conform istoricului V. Nicu. a fost menționat documentar în anii 1602-1603.
În 1798 satul Marcăuți este menționat în „Tabla de bani slujbii agiutorinței de iarnă ce s'au scosu la anului 1798, Decembrie”.
În anul 1803 în satul Mărcăuți (Marcăuți) existau 28 de răzeși (deținători de pământ).
În mai 1814 Toma Panieopol (Paninopol), moșier, ctitor de  Biserica (1816) la Marcauți (Orhei), nobila 1818, cere mitropolitului Gavril ajutor pentru renovarea bisericii „La satul meu Marcăuții, din țin. Orheiului...”.
La 8 noiembrie 1816, arhimandritul Chiril, starețul mănăstirii Curchi, sfințește biserica localității, reparată cu donația mitropolitului Gavril și cheltuiala lui Toma, proprietarul satului (Arhivele Basarabiel. Revista de istorie și geografie a Moldovei dintre Prut și Nistru. T.G. Bulat și C.N. Tomescu. Din „jalnica tragodie” a Moldovei sub Ruși (1810-1811) Chișinău, 1935, pag.117-118).
În Dicționarul Geografic al Basarabiei al lui Zamfir Arbore din 1904, satul era menționat ca fiind amplasat în ținutul Orhei, volostea Susleni, așezat pe malul Nistrului. Ceva mai sus de sat era un pod plutitor pe Nistru. Avea 117 case, cu o populație de 782 de suflete, o biserică cu hramul Sf. Mihail și 5 mori de vânt.
1922 - Marcăuți - cercul 2, jud. Orhei. Biserica Sf. Arh. Mihail, zidită la 1816, din piatră, cu ajutorul proprietarului Toma Paninopulos; 180 gospodări de naționalitate  români; este casă pentru preot. Paroh preot - Grigorie Cireș, de 34 ani; aud. cl. 5 și cl. 6 sem. teol.; în serv. de cânt. de la 1914 și ca preot de la 1920 pe loc. Cântăreț - Vasile Stângaci, de 67 ani, cu examen de cânt.; în serv. de la 1882 pe loc. Oficiul Susleni 7 km; Gara Chișinău 40 km. Depărtare de Orhei 18 km. Comuna apropiată Molovata 5 km.
1924 - Județul Orhei, plasa Criuleni. Locuitori: 761. Gara Chișinău - 40 km. Primari: Ungurian Ion; Notar - Gozun Constantin; Invățătoare - Stângaciu Elena; Preot Paroh - Cireș Grigore. Cârciumari: Rotar, C. Ion. Mărunțișuri (magazine): Cooperativa de consum din Marcăuți. 
1928 - Marcăuți sat în județul Orhei; 776 locuitori. Tribunalul Orhei. Judecătoria de Ocol Criuleni. Gara Chișinău la 58 km. 1 școală primară. Băcănii: Baibis David, Baibis Sura, Tacenco David. Cârciumari: Rotaru Ion. Mori: Bobeică Simion, Joșanu Gheorghe. Agricultori: Bobeică Simion 2 ha. vie, Curcubata Vasile 2 ha. vie, Rotaru Ion 30 ha. și 2 ha. vie.
1941 - în Marcăuți sunt înregistrate 250 de clădiri și 968 de locuitori.
În diferite perioade de timp, localitatea s-a aflat sub jurisdicția raioanelor Criuleni și Dubăsari.

## Demografie
Conform datelor recensământului din anul 2004, populația satului constituia 730 de oameni, dintre care 47,67% bărbați și 52,33% femei. Structura etnică a populației în cadrul satului: 99,45% - moldoveni, 0,41% - ucraineni, 0,14% - ruși.
În satul Mărcăuți au fost înregistrate 219 gospodării casnice la recensământul din anul 2004, iar mărimea medie a unei gospodării era de 3,3 persoane.

## Administrație și politică
Componența Consiliului local Marcăuți (9 consilieri), ales la 5 noiembrie 2023, este următoarea:
|  | Partid                           | Consilieri | Componență | Componență | Componență | Componență | Componență | Componență | Componență | Componență | Componență |
|  | -------------------------------- | ---------- | ---------- | ---------- | ---------- | ---------- | ---------- | ---------- | ---------- | ---------- | ---------- |
|  | Partidul Acțiune și Solidaritate | 9          |            |            |            |            |            |            |            |            |            |

## Viața religioasă
Până în 1816 în Marcăuți a existat o biserică din lemn. Cea mai veche mențiune despre existența ei o avem din 1801. În 1813 biserica de lemn, din cauza vechimii, a ajuns neutilizabilă: „s. Marcăuți – biserica Sf. Arhangheli – din lemn, în stare rea, nu este completată cu obiectele de cult necesare”.
La 30 mai 1814 în Dicasteria eparhială din Chișinău a fost depusă o cerere a moșierului Toma Paninopulos: „În satul meu Marcăuți, ținutul Orhei, pe malul râului Nistru, se află o biserică – casă a lui Dumnezeu, care este atât de veche încât în ea nu mai este posibil de oficiat slujbe. Din acest motiv, noi cerem binecuvântarea de a înălța o altă biserică, din piatră și într-un alt loc, mai pe deal, ca credincioșii ortodocși să-o poată vedea de departe”. În aceeași zi, mitropolitul Gavriil Bănulescu-Bodoni al Chișinăului și Hotinului a binecuvântat această inițiativă.
La 25 iunie 1814 protopopul ținutului Orhei, Stavrachii Costin, a înștiințat Dicasteria eparhială din Chișinău că a fost sfințit locul și piatra de temelie a noii bisericii din Marcăuți. Dintr-o nouă cerere a moșierului Toma Paninopulos, din 30 octombrie 1816, aflăm că: „…lucrările de construcție a bisericii din Marcăuți în cinstea Sf. Arhangheli Mihail și Gavriil s-au sfârșit, locașul a fost înzestrat cu toate cele necesare, … rugăm să se permită starețului mănăstirii Curchi arhimandritului Chiril s-o târnosească”.
La 1 noiembrie 1816 mitropolitul Gavriil Bănulescu-Bodoni al Chișinăului și Hotinului a dat următoarea indicație: „Această biserică să fie târnosită pe anthimisul vechi de către starețului mănăstirii Curchi arhimandritului Chiril, care după târnosire să raporteze cum a decurs slujba și despre starea bisericii și cât de bine este ea înzestrată cu cele necesare”.
La 8 noiembrie 1816 starețului mănăstirii Curchi, arhimandritului Chiril, a târnosit biserica nou construită din Marcăuți, apoi a raportat că locașul de cult are 7 sageni în lungime, are o clopotniță deasupra pridvorului, podea din pavele de piatră șlefuită și că biserica este înzestrată suficient cu cele necesare: vase sfinte, veșminte, icoane, etc.
În secolul al XIX-lea clădirea bisericii a fost reparată de trei ori: în 1872, în 1886 și în 1895. În 1886 acoperișul din șindrilă a fost schimbat cu acoperiș din tablă zincată.
| Nume, prenume                 | ani          |
| ----------------------------- | ------------ |
| Dumitru Gozun                 | până în 1856 |
| Isaia Comerzan (n.1819)       | 1856-1864    |
| Constantin Catareu (n.1826)   | 1864-1904    |
| Ștefan Cozac                  | 1900-1920    |
| Grigorie Cireș (n.1888)       | 1920-1930    |
| Mihail Corobceanu (n.1893)    | 1930         |
| Mercurii Iațco (n.1912)       | 1948         |
| Nicolae Grigorașenco (n.1898) | 1949-1959    |
| Andrei Iațco                  | 1993         |
| Emanuil Grigoriev             | 1994-1998    |
| Petru Mîțu                    | 1998         |
| Gheorghe Lungu                | 1998-2003    |
| Veaceslav Ceban               | 2003-2007    |
| Andrei Prodan                 | 2007-2011    |
| Valeriu Savciuc               | 2011-prezent |

## Personalități
- Vladimir Țopa (1929 - 2006) - fizician, membru corespondent al Academiei Române